# Acanthochelys macrocephala
Acanthochelys macrocephala là một loài rùa trong họ Chelidae. Loài này được Rhodin, Mittermeier & Mcmorris, mô tả khoa học đầu tiên năm 1984.

## Hình ảnh

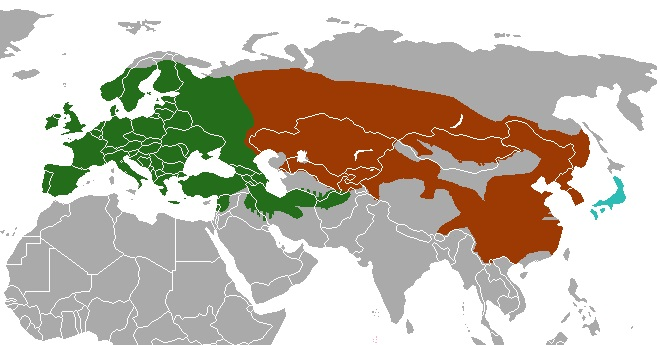
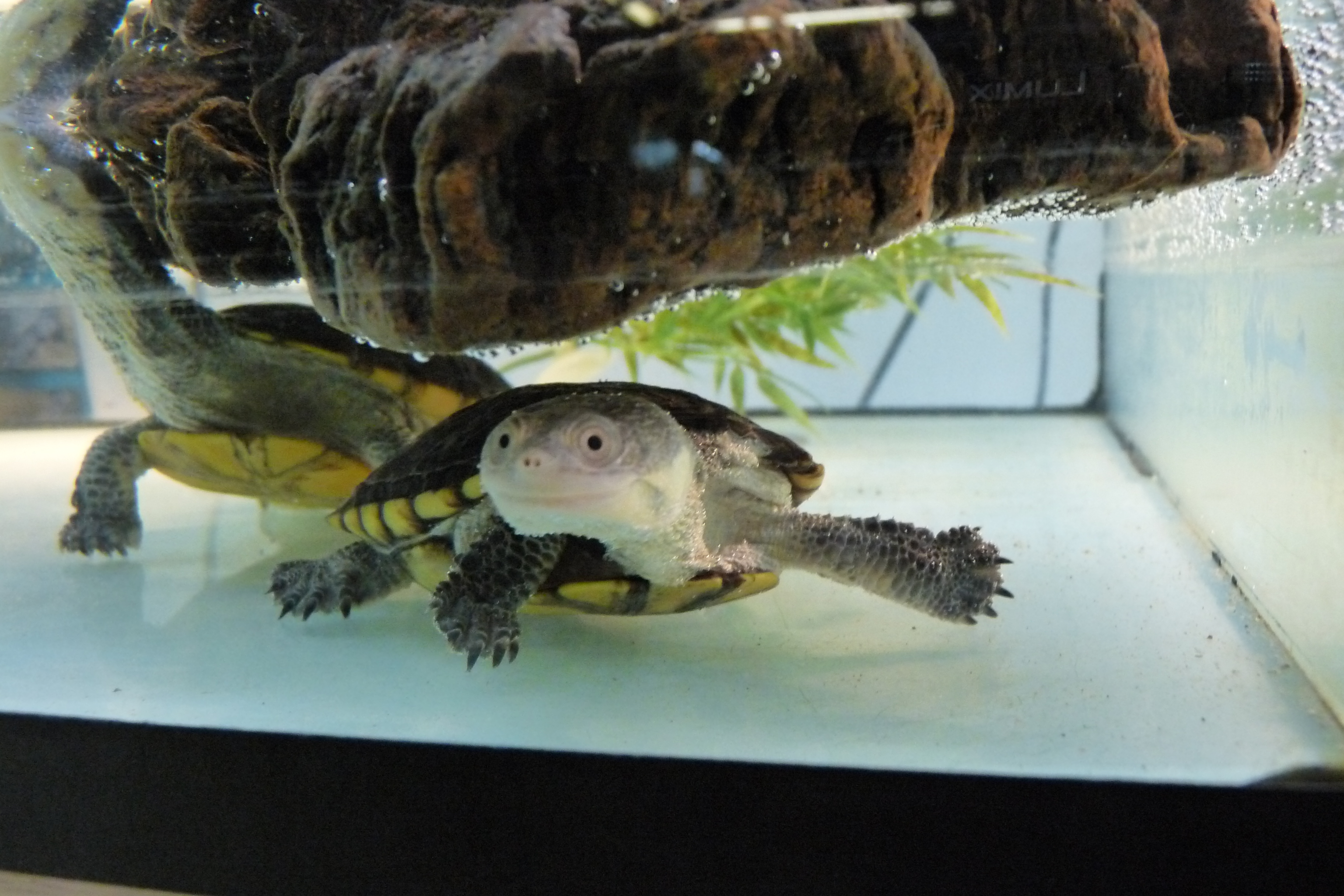